# Musikjahr 1808
Liste der Musikjahre

◄◄ | ◄ | 1804 | 1805 | 1806 | 1807 | Musikjahr 1808 | 1809 | 1810 | 1811 | 1812 | ► | ►►

Weitere Ereignisse
Dieser Artikel behandelt das Musikjahr 1808.

## Ereignisse
- 20. Dezember: Das erste Theatergebäude des Covent Gardens in London wird durch einen Brand zerstört.
- 22. Dezember: Im Rahmen eines vierstündigen Konzerts am Theater an der Wien bei Wien erfolgt unter anderem die Uraufführung der 5. Sinfonie und 6. Sinfonie (Pastorale) sowie der Fantasie für Klavier, Chor und Orchester und des 4. Klavierkonzerts von Ludwig van Beethoven. Die Aufführung, bei der der Komponist am Klavier sitzt, verläuft unerfreulich, da die Musiker des Orchesters nicht ausreichend geprobt haben und das Theater unbeheizt ist.
- Das Musik-Institut Koblenz wird von Joseph Andreas Anschuez (1772–1855) gegründet.

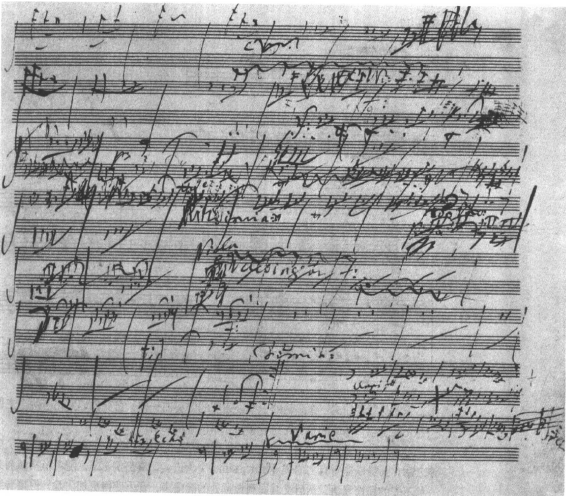
Partiturseite aus Beethovens Manuskript der 6. Sinfonie

## Instrumental und Vokalmusik (Auswahl)
- Ludwig van Beethoven: Klavierkonzert in D-Dur op. 61a; 5. Sinfonie c-Moll, op. 67; 6. Sinfonie (Die Pastorale) 6 F-Dur op. 68;  Cellosonate Nr. 3 A-Dur op. 69; Fantasie für Klavier, Chor und Orchester c-Moll op. 80;  Klaviertrio op. 70,1 D-Dur op. 70,1 (Geistertrio) (veröffentlicht 1809);  Klaviertrio op. 70,2 Es-Dur op. 70,2 (veröffentlicht 1809)
- Gioachino Rossini: Messa (Bologna); Messa (Ravenna)
- Louis Spohr: Klarinetten Konzert Nr. 1 c-Moll, op. 26; Concertante für zwei Violinen und Orchester Nr. 1 A-Dur, op. 48
- Étienne-Nicolas Méhul: Symphonie Nr. 1. g-Moll; Le chant du retour pour la Grande Armée;
- Anton Reicha: Symphonie Nr. 3 in F; Missa pro defunctis für Sopran, Alt, Tenor, Bass, Chor und Orchester;
- E. T. A. Hoffmann: 5 Klaviersonaten: A-Dur, f-moll, F-Dur, f-moll, cis-moll (1805–1808); 6 Canzoni per 4 voci a cappella (6 a cappella Lieder)

## Musiktheater
- 19. März: Uraufführung der Oper I pittagorici von Giovanni Paisiello in Neapel. Es ist das letzte Bühnenwerk des Komponisten.
- 16. April: Uraufführung der Oper Les Voitures versées (Le Séducteur en voyage) von François-Adrien Boieldieu in St. Petersburg.
- 10. September: Uraufführung der komischen Oper Linnée ou Les Mines de Suède von Victor Dourlen an der Opéra-Comique in Paris
- 26. September: Uraufführung der Oper Ninon chez Madame de Sévigné von Henri Montan Berton an der Opéra-Comique in Paris
- 29. Oktober: Uraufführung der komischen Oper Jadis et aujourd’hui von Rodolphe Kreutzer an der Opéra-Comique in Paris
- 10. November: Uraufführung der Oper The Siege of St Quintin, or Spanish Heroism op. 122 von James Hook.

Weitere Uraufführungen bzw. Fertigstellungen
- Friedrich Heinrich Himmel: Die Sylphen (Oper).
- Johann Simon Mayr: Un vero originale (Oper); I Cherusci (Oper).
- François-Adrien Boieldieu: La Dame invisible (komische Oper) Uraufführung in St. Petersburg.
- Louis Spohr: Alruna, (Große Romantische Oper in drei Aufzügen).
- Étienne-Nicolas Méhul: Valentine de Milan (lyrisches Drama).
- E. T. A. Hoffmann: Der Trank der Unsterblichkeit (Oper) 1808 komponiert, 2012 erstmals aufgeführt.
- Joseph Weigl: Il rivale di se stesso, (Oper in zwei Akten) und Das Waisenhaus, (Oper in zwei Akten).
- Peter von Winter: Salomons Urtheil (Oper). Die Uraufführung fand in München statt.

## Geboren
- 17. Januar: Joseph Menter, deutscher Violoncellist und Musikpädagoge († 1856)
- 23. Januar: Franziska Cornet, deutsche Opernsängerin († 1870)
- 23. Januar: Ernst Ferdinand Wenzel, deutscher Pianist, Klavierpädagoge und Musikschriftsteller († 1880)
- 24. Januar: Joseph Derska, deutschböhmischer Opernsänger (Tenor) († 1847)
- 13. Februar: Edouard Millault, französischer Komponist, Violinist und Musikpädagoge († 1887)
- 26. Februar: Angelo Frondoni, italienischer Komponist († 1891)
- 28. Februar: Elias Parish Alvars, englischer Harfenist und Komponist († 1849)
- 13. März: Magdalena von Dobeneck, deutsche Schriftstellerin und Komponistin († 1891)
- 14. März: Franz Seraphin Hölzl, österreichischer Komponist, Chorleiter und Kirchenmusiker († 1884)
- 17. März: Thomas A’Becket Sr., US-amerikanischer Schauspieler, Musiklehrer und Komponist aus Philadelphia († 1890)

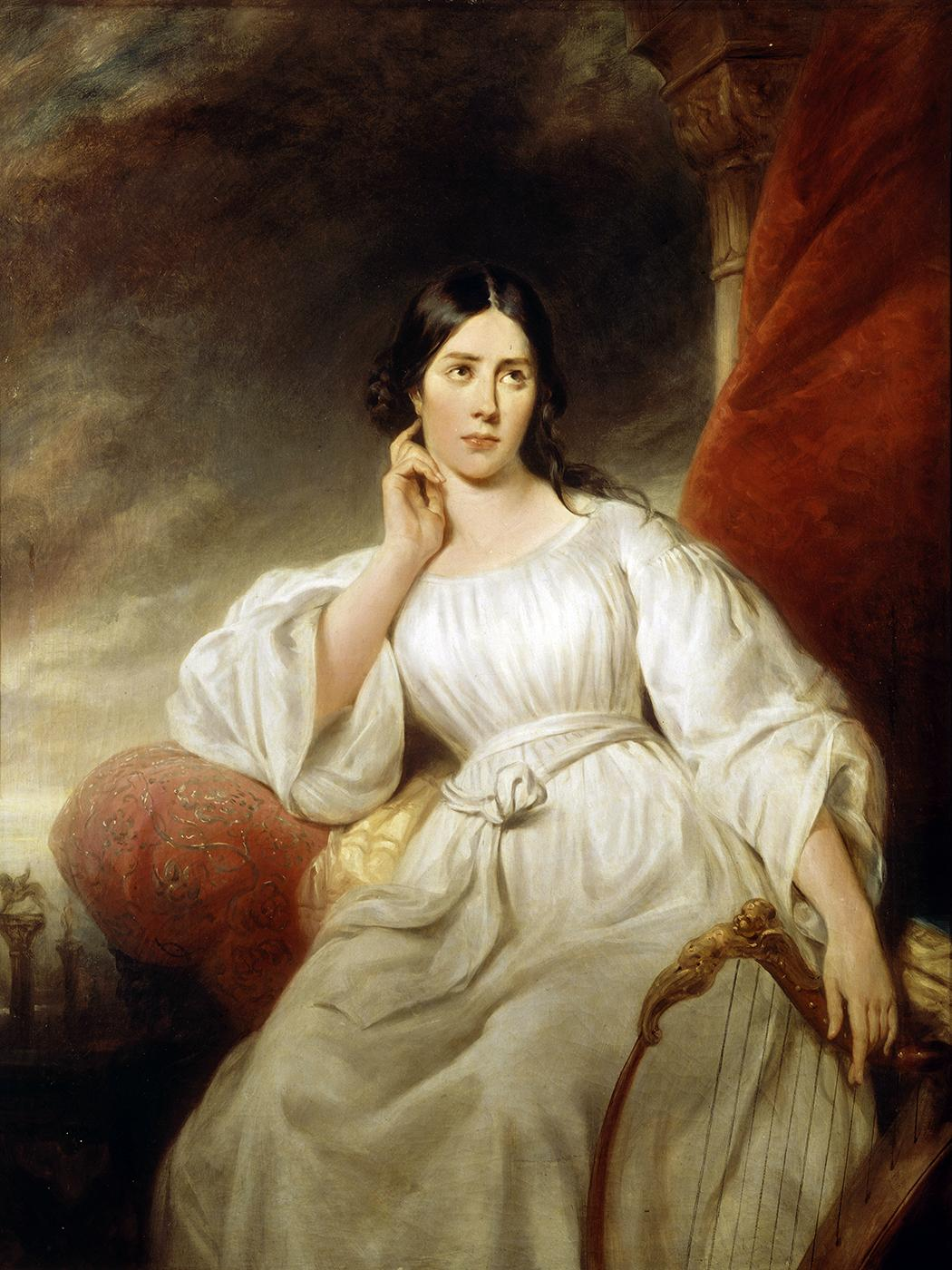
Maria Malibran; * 24. März

- 24. März: Maria Malibran, französische Opernsängerin (Mezzosopran) († 1836)
- 25. März: Vincent Delacour, französischer Komponist († 1840)
- 26. April: August Müller, deutscher Kontrabassist († 1867)
- 07. Mai: Christian Friedrich Ehrlich, deutscher Komponist, Pianist und Musikpädagoge († 1887)
- 15. Mai: Michael Balfe, irischer Komponist († 1870)
- 19. Juni: Franz Xaver Chwatal, tschechischer Komponist und Musikpädagoge († 1879)
- 29. Juni: Wilhelm Georg Dettmer, deutscher Opernsänger (Bass) († 1876)
- 22. Juli: François Schubert, deutscher Konzertmeister und Komponist († 1878)
- 23. August: Anna Alexejewna Olenina, russische Sängerin und Autorin († 1888)
- 15. September: Louis Clapisson, französischer Komponist († 1866)
- 17. September: Juan Pedro Esnaola, argentinischer Komponist († 1878)
- 19. September: Claude Paris, französischer Komponist († 1866)
- 01. Oktober: Fryderyk Edward Sobolewski, US-amerikanischer Komponist († 1872)
- 02. Oktober: Franz Limmer, österreichischer Komponist († 1857)
- 19. Oktober: Andreas Grabau, deutscher Cellist († 1884)

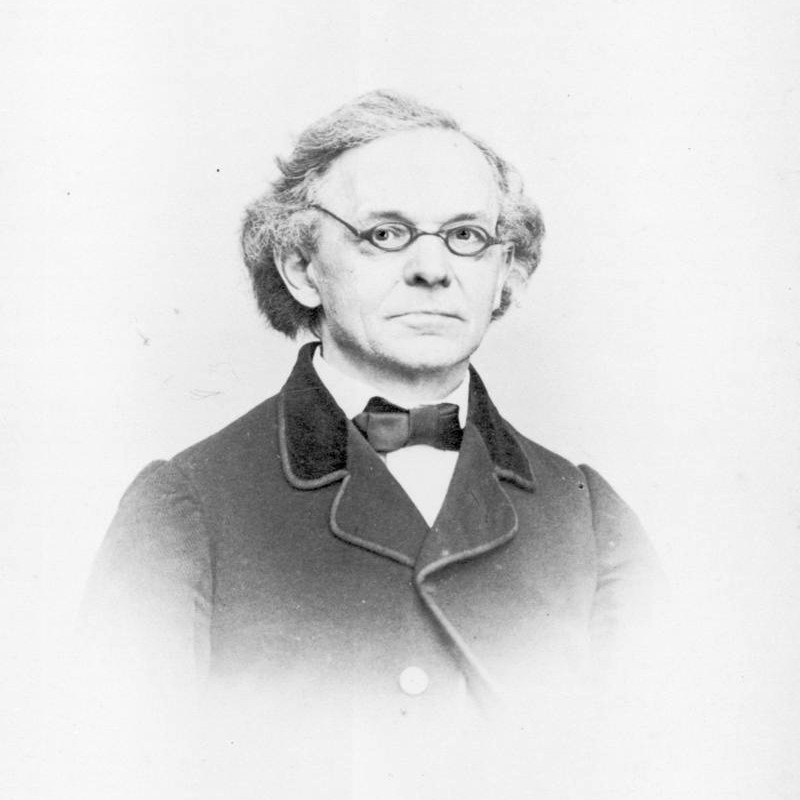
Ernst Friedrich Richter; * 24. Oktober

- 20. Oktober: Rudolph Wirsing, deutscher Schauspieler, Sänger und Theaterdirektor († 1878)
- 24. Oktober: Ernst Friedrich Richter, Musikdirektor an der Universität Leipzig († 1879)
- 17. November: Alberich Zwyssig, Zisterzienser und Komponist († 1854)
- 18. November: Caroline Caspari, deutsche Konzertsängerin (Alt), Gesangspädagogin und Dichterin († 1875)
- 19. November: Antoine Elwart, französischer Komponist, Musikpädagoge und -wissenschaftler († 1877)
- 05. Dezember: Hippolyte Colet, französischer Komponist, Musikpädagoge und -theoretiker († 1853)
- 06. Dezember: Johan Christian Gebauer, dänischer Komponist, Musiktheoretiker und Organist († 1884)
- 14. Dezember: Jan Matuszyński, polnischer Arzt und enger Freund oder Liebhaber des Komponisten Frédéric Chopin († 1842)
- 22. Dezember: Bernhard Breuer, deutscher Cellist, Komponist und Musikalienhändler († 1877)
- 27. Dezember: Karl Riefstahl, deutscher Geiger, Komponist und Musikjournalist († 1845)

## Gestorben

### Todesdatum gesichert
- 29. Februar: Carles Baguer i Mariner, katalanischer Organist, Kapellmeister und Komponist (* 1768)
- 12. April: Johann Samuel Petri, deutscher Komponist, Pädagoge, Kantor und Autor (* 1738)
- 07. Juni: Johann Jacob Schramm, deutscher Orgelbauer (* 1724)
- 16. Juni: Georg Wenzel Ritter, deutscher Fagottist und Komponist (* 1748)
- 30. August: Joseph Anton Bauer, deutscher Musiker und Komponist (* 1725)

### Genaues Todesdatum unbekannt
- Giuseppe Amendola, italienischer Komponist und Musikpädagoge (* 1759)
- Johann Adam Aulhorn, deutscher Schauspieler, Sänger und Tänzer (* 1729)